# Reichsrevolver
Der Armeerevolver, nach dem Ersten Weltkrieg oft als Reichsrevolver bezeichnet, war ab 1879 die einheitliche Faustfeuerwaffe für die Streitkräfte Deutschlands.

## Geschichte

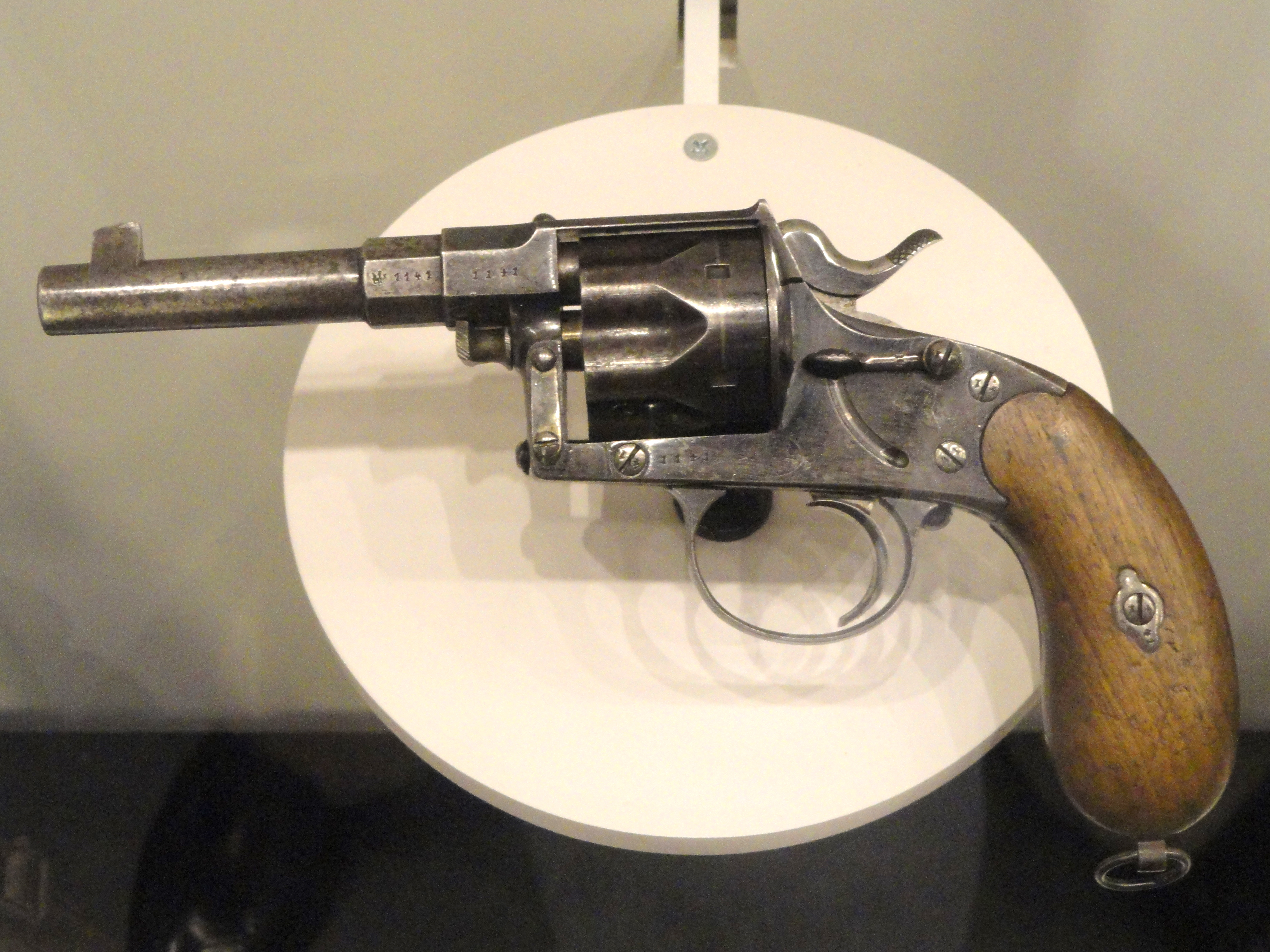
Kurzer Reichsrevolver M/83

Detailzeichnung Revolver M/83

Vor der Einführung dieser Waffe waren die Armeen der Teilstaaten des Reichs mit einer Vielzahl von veralteten Perkussionswaffen ausgerüstet. Gegen Ende der 1870er Jahre wurden Kommissionen ins Leben gerufen, die die Neuausrüstung mit einheitlichen und modernen Waffen zum Ziel hatten. Die aus diesen Bemühungen resultierende Kurzwaffe wird deshalb auch häufig als Kommissionsrevolver bezeichnet. Grundlage der Entwicklung war das amerikanische Modell Smith & Wesson No 3 im Kaliber .44 Russian, wie es für die russischen Streitkräfte gefertigt wurde.
In leicht abgewandelter Form wurde dessen einfaches Single-Action-Abzugssystem wie auch die Munition übernommen. Die Patronen waren mit Schwarzpulver geladen. Keine Berücksichtigung fand der praktische Kippverschluss und der Auswerfer-Stern des Smith & Wesson. Stattdessen erfolgte das Laden und Entladen einzeln über eine seitliche Klappe. Zum Entladen wurde die Klappe geöffnet und die leeren Patronenhülsen mithilfe eines gesonderten Ladestocks einzeln nacheinander aus den Kammern gestoßen, da der Reichsrevolver keinen eingebauten Patronenausstoßer hatte.
Das Ursprungsmodell erwies sich als zu lang und zu schwer. Bereits 4 Jahre nach Einführung wurde die Konstruktion überarbeitet, die neue und weitaus handlichere Waffe wurde als Modell 1883 oder auch Kurzer Reichsrevolver geführt. Sie verblieb bis 1908, als sie von der Pistole 08 abgelöst wurde, im Arsenal der Streitkräfte. Exemplare aus Reservebeständen wurden jedoch noch im Ersten Weltkrieg eingesetzt.
Noch bis 1945 wurde die Waffe, neben anderen Kurzwaffen, im Bewachungsdienst für Kassen- und Dienstgebäude der Zollverwaltung getragen.